# Rozštípená skála
Rozštípená skála (560 m n. m.) je přírodní památka v katastrálním území Najdek na Moravě v okrese Žďár nad Sázavou v kraji Vysočina asi tři kilometry západně od Žďáru nad Sázavou. Chráněné území je v péči AOPK ČR - regionální pracoviště Správa CHKO Žďárské vrchy.

## Předmět ochrany
Předmětem ochrany je význačný skalní útvar tvořený rulovou skalní stěnou. Skalní stěna je ve spodní části rozštípnuta zvětralou puklinou o délce deset metrů a šířce asi dva metry. Podle pukliny byl skalní útvar pojmenován.

## Horolezectví a turistika
Přírodní památka je přístupná po červené turistické značce ze Žďáru nad Sázavou do Velké Losenice nebo po žluté turistické značce vedoucí z odbočky do osady Česká Mez.
Skála je vhodná také pro horolezce.
Pod skalou protéká řeka Sázava a na louce pod skalou se nalézá dílo zdejšího sochaře Michala Olšiaka – kamenná Hlava mamuta. Socha měří asi 2,5 metru na výšku a představuje hlavu obřího pleistocenního chobotnatce, jakoby vyrůstající ze skály.

## Fotogalerie

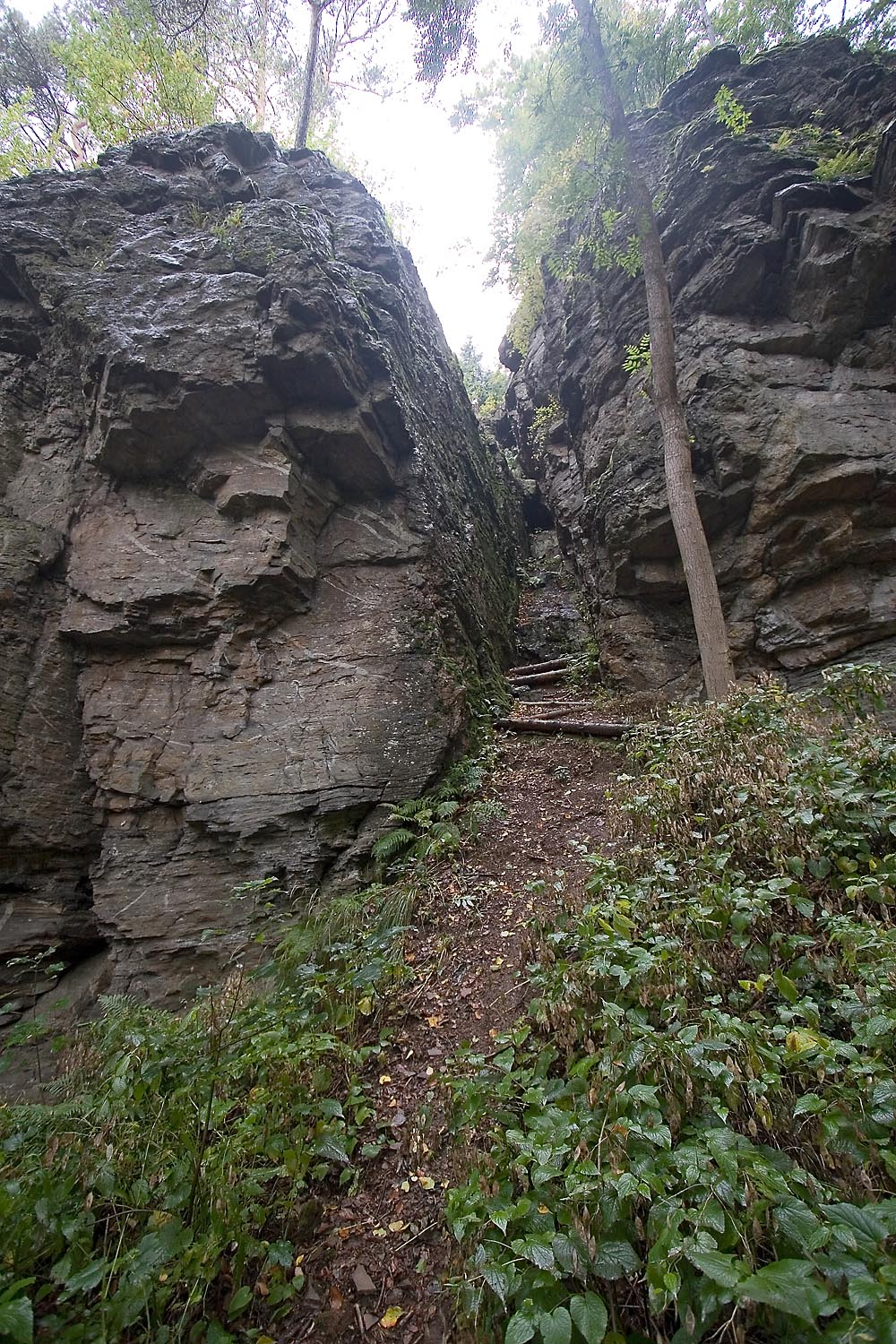
PP Rozštípená skála - skalní stěna
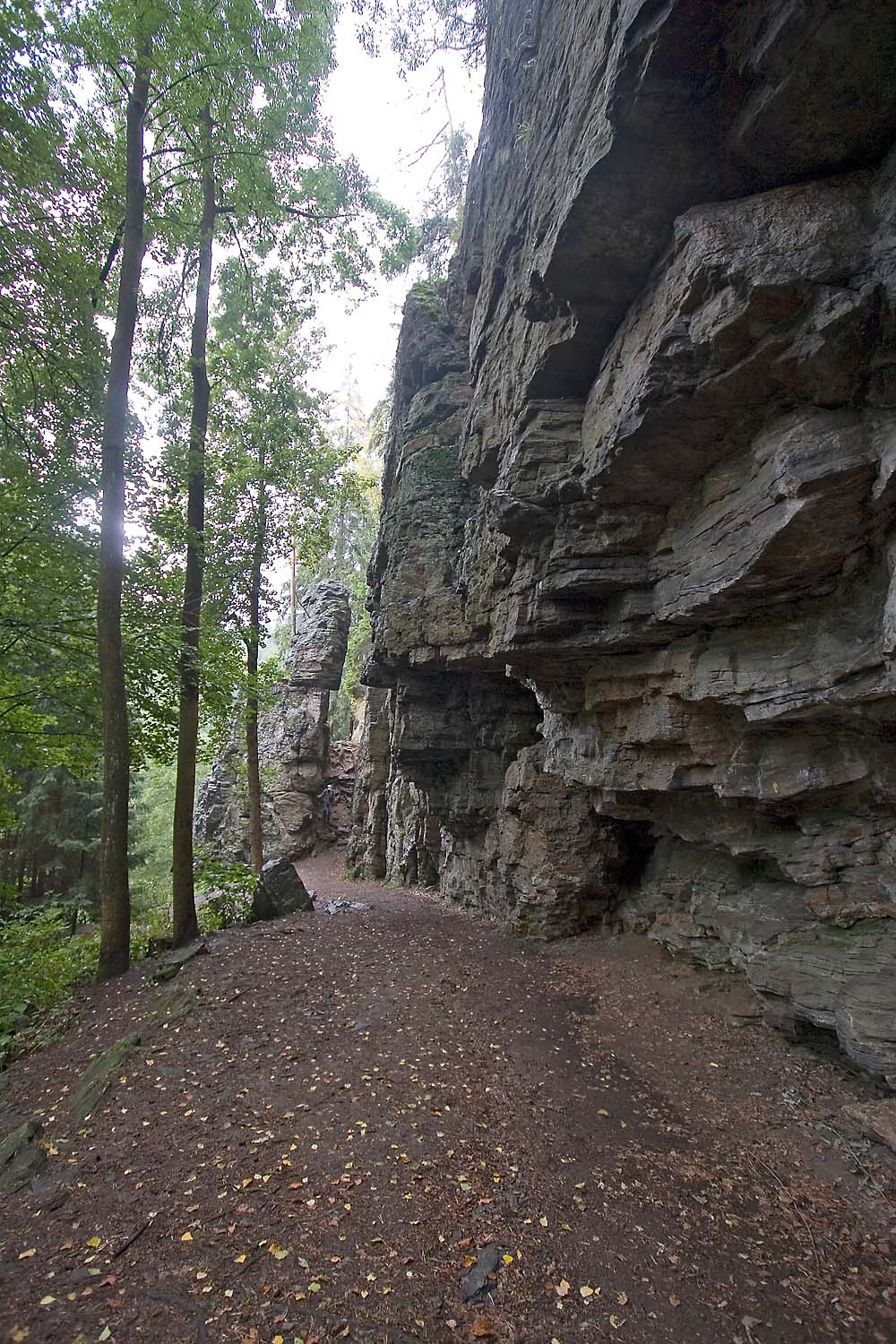
PP Rozštípená skála - skalní stěna
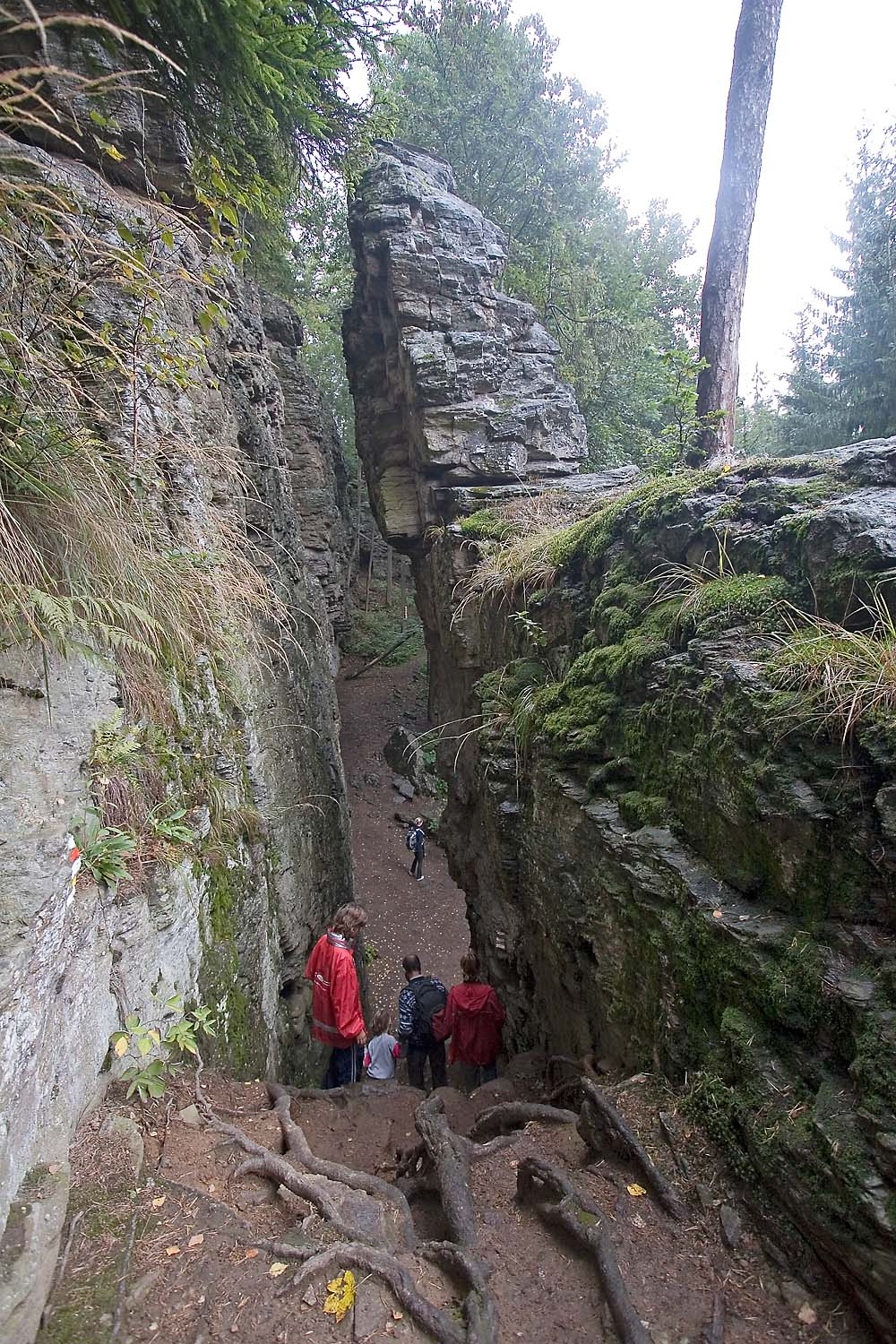
PP Rozštípená skála - skalní stěna
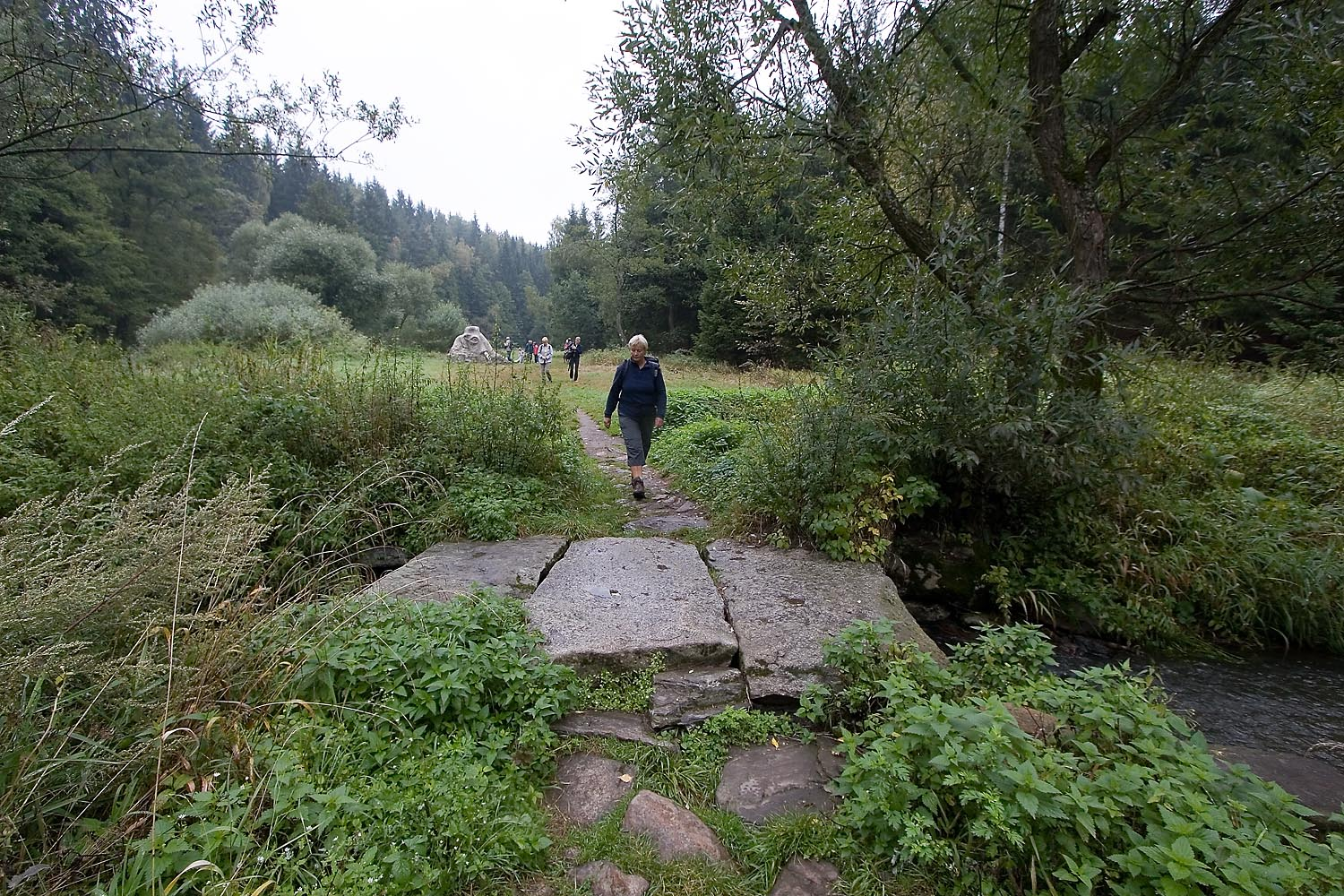
Můstek přes Sázavu pod PP Rozštípená skála
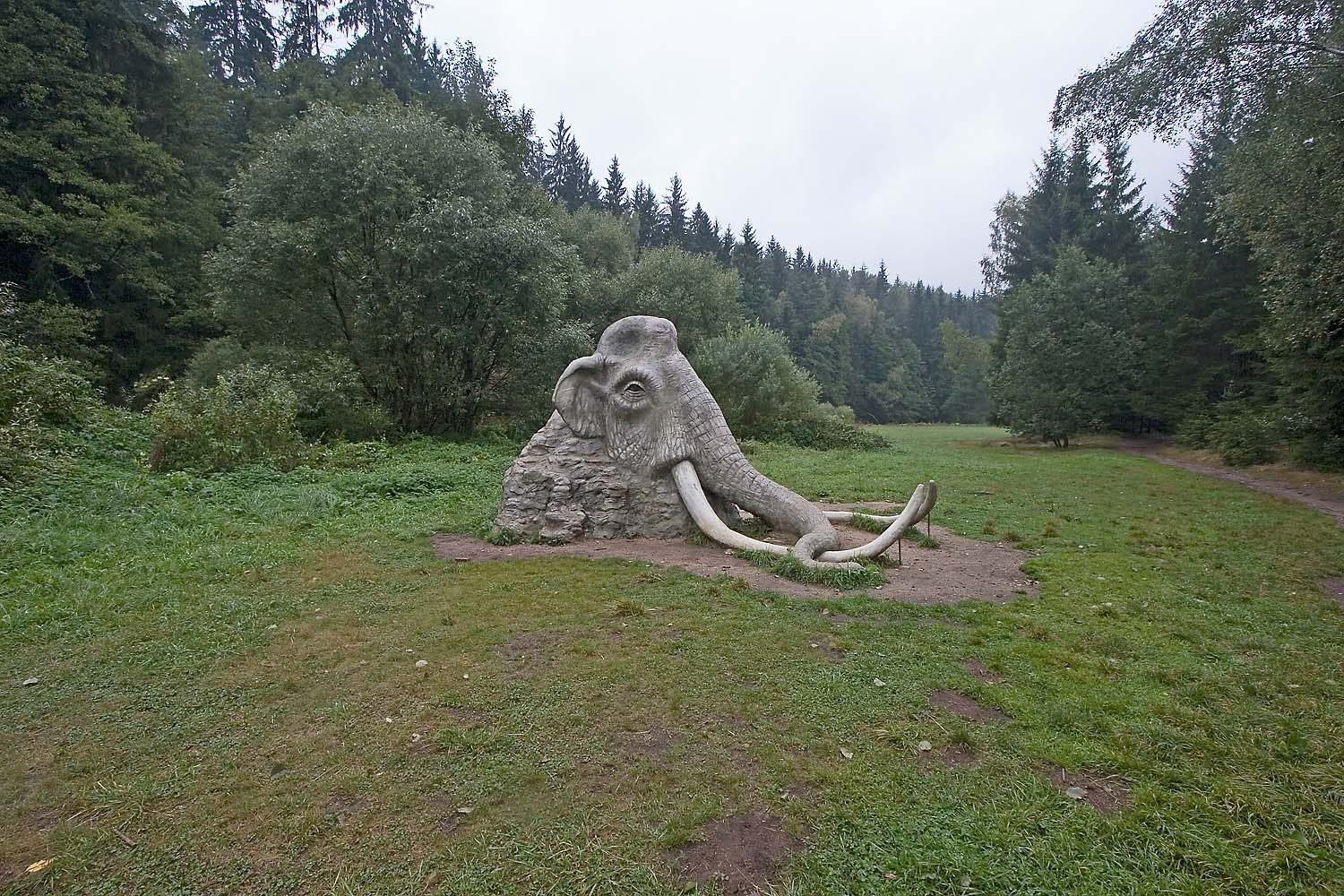
Socha hlavy mamuta pod Rozštípenou skalou